# Franco Serblin
Gianfranco Serblin, detto Franco (1939 – Vicenza, 31 marzo 2013), è stato un imprenditore e progettista audio italiano, noto per aver fondato l'azienda di diffusori acustici "Sonus faber".

## Biografia
Figlio di Ivan Srblin, militare di marina nato a San Pietro in Selve nell'attuale Croazia, all'epoca Impero austro-ungarico, e di Antonietta Banovaz anch'essa Croata.
Il cognome del padre dopo che egli si trasferì in Italia, a Trieste, durante il periodo fascista gli fu cambiato in "Serblin".
Franco nasce a Vicenza ed è il più piccolo di sette fratelli.
A soli 18 anni, assieme ai fratelli, apre uno studio odontotecnico.
Appassionato di audio, decide di cimentarsi nella realizzazione di diffusori acustici.
Nel 1980 costruisce il suo primo diffusore acustico: Snail project, diffusore che verrà replicato in soli 10 esemplari.
Nello stesso periodo realizza i mobili per alcuni modelli di diffusori Cizek, in particolare il sistema KA-1/KA-18/KA-20, dopo che la produzione degli stessi si spostò dagli Stati Uniti d'America in Italia.
Il 14 marzo 1983 fonda Sonus Faber, azienda di diffusori acustici che diventerà famosa a livello mondiale.
Nel 2006 esce da Sonus Faber e si dedica alla progettazione di Ktêma, un nuovo diffusore che viene messo in commercio solo cinque anni più tardi.
Attualmente il diffusore Ktêma è ancora in produzione assieme ad "Accordo" ultimo manufatto di Serblin, e vengono commercializzati in 18 paesi del mondo. Lo stile estetico Sonus Faber, parallelepipedo dalle fattezze smussate, dolce, non goffo, concepito da Franco, viene imitato ancora oggi da diversi produttori di diffusori. 
Muore a Vicenza, a 73 anni, il 31 marzo 2013.